# Буји (Об)
Буји (фр. Bouilly) насеље је и општина у североисточној Француској у региону Шампањ-Арден, у департману Об која припада префектури Троа.
По подацима из 2011. године у општини је живело 1058 становника, а густина насељености је износила 68,3 становника/km². Општина се простире на површини од 15,49 km². Налази се на средњој надморској висини од 166 метара.

## Демографија
| 1962. | 1968. | 1975. | 1982. | 1990. | 1999. | 2011. |
| ----- | ----- | ----- | ----- | ----- | ----- | ----- |
| 626   | 725   | 1.008 | 865   | 1.000 | 1.090 | 1.058 |

График промене броја становника у току последњих година